# Хайнрих I фон Катценелнбоген
Хайнрих I фон Катценелнбоген (на немски: Heinrich I von Katzenelnbogen; * ок. 1070; † ок. 1102/1108) е граф на Катценелнбоген.

## Биография
Той е син на граф Дитрих I фон Катценелнбоген (1065 – 1095) и съпругата му Майнлиндис (1046 – 1142).
През 1094 г. Хайнрих I и баща му построяват замъка Катценелнбоген.

## Фамилия
Хайнрих I се жени за Лукарда (Луитгард) фон Хенгебах (* 1076 † 1156/1167, Мюнхаурах), дъщеря на Етелгер фон Хаймбах и Юдит. Те имат децата:
- Хайнрих II (ок. 1100 – сл. 1160), от 1138 г. граф, женен за Хилдегард фон Хенеберг, дъщеря на граф Годеболд II фон Хенеберг, бургграф на Вюрцбург († 1144)
- Филип († 1173), епископ на Оснабрюк (1141 – 1173)
- Майнлиндис (Луитгард) (1099 – сл. 1156), омъжена за Конрад I фон Бикенбах († сл. 1137), син на граф Годеболд II фон Хенеберг

След смъртта му Лукарда фон Хенгебах се омъжва втори път пр. 15 май 1108 г. за граф Госвин фон Щалек († сл. 1140).